# Sarat Chandra Das

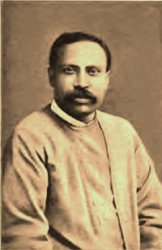
Sarat Chandra Das

Sarat Chandra Das (1849-1917), erudito indio de la cultura e idioma tibetano, destacado por sus dos viajes al Tíbet en 1879 y en 1881-1882

## Biografía
Nacido en Chittagong, Bengala Oriental, en el seno de una familia hindú, Sarat Chandra Das asistió al Presidency College en Calcuta. En 1874 fue nombrado director de la Bhutia Boarding School en Darjeeling. En 1878, el lama Ugyen-gyatso, maestro tibetano, le concedió un pasaporte para poder llegar hasta el monasterio de Tashilhunpo. En junio de 1879, Das y Ugyen-gyatso abandonan Darjeeling para realizar el primero de dos viajes al Tíbet, permaneciendo allí seis meses; retornan a Darjeeling con una gran colección de textos en tibetano y sánscrito, que se convertirían en la base de sus futuros estudios. Sarat Chandra permaneció todo 1880 en Darjeeling, analizando la información obtenida. En noviembre de 1881, Sarat Chandra y Ugyen-gyatso retornan al Tíbet, dedicándose a la exploración del valle de Yalung, y retornan a India en enero de 1883
Por un tiempo se desempeñó como espía al servicio de Su Majestad británica, incursionando en el Tíbet para recolectar información sobre los tibetanos, rusos y chinos. Una vez que abandona el Tíbet, se descubren las razones de su visita, y muchos de los tibetanos que se habían hecho sus amigos sufren represalias. Das transcurre el resto de su vida en Darjeeling. Le puso por nombre a su casa “Lhasa Villa” y hospedó a numerosos huéspedes ilustres como Charles Alfred Bell, Ekai Kawaguchi y Evans-Wentz. Compiló un diccionario tibetano-inglés, que se publicó en 1902.

## Publicaciones
- Contributions on the religion, history &c., of Tibet: Rise and progress of Jin or Buddhism in China. Publisher: s.n. (1882).
- Narrative of a journey to Lhasa in 1881-82. Publisher: s.n. (1885).
- Narrative of a journey round Lake Yamdo (Palti), and in Lhokha, Yarlung, and Sakya, in 1882. publisher: s.n (1887).
- The doctrine of transmigration. Buddhist Text Society (1893).
- Indian Pandits in the Land of Snow. Originally published at the end of the 19th century. Reprint: Rupa (2006).ISBN 978-81-291-0895-1.
- A Tibetan-English dictionary, with Sanskrit synonyms. 1st Edition - Calcutta, 1902. Reprint: Sri Satguru Publications, Delhi. 1989.
- Journey To Lhasa & Central Tibet. 1st Edition: John Murray (England) (1902). Reprint: Kessinger Publishing, LLC (2007). ISBN 978-0-548-22652-0. Republished as: Lhasa and Central Tibet, Cosmo (Publications, India); New edition (2003). ISBN 978-81-7020-435-0.
- An introduction to the grammar of the Tibetan language;: With the texts of Situ sum-tag, Dag-je sal-wai melong, and Situi shal lung. Darjeeling Branch Press, 1915. Reprint: Motilal Barnasidass, Delhi, 1972.
- Autobiography: Narratives of the incidents of my early life. Reprint: Indian studies: past & present (1969).